# Warrior (canción)
«Warrior» es una canción de la banda estadounidense de heavy metal Disturbed. Fue lanzado el 3 de marzo de 2011 como el cuarto y último sencillo de su quinto álbum de estudio Asylum (2010).

## Antecedentes
La canción apareció en el Asylum Interactive Game de Disturbed, que se utilizó para promocionar el álbum. Antes de ser lanzada como sencillo, "Warrior" alcanzó el puesto número tres en la lista Billboard Bubbling Under Hot 100.

## Video musical
Un nuevo video musical anunciado fue dirigido por Chris Marrs Piliero, sin embargo, el líder de Disturbed, David Draiman, declaró en su página de Twitter que el video fue cancelado.

## Posicionamiento en lista
| Lista (2010–11)                               | Posición |
| --------------------------------------------- | -------- |
| Estados Unidos (Bubbling Under Hot 100)       | 3        |
| Estados Unidos (Digital Songs)                | 56       |
| Estados Unidos (Hot Rock & Alternative Songs) | 14       |